# Діденко Наталія Василівна
Ната́лія (Ната́лка) Васи́лівна Діде́нко, до шлюбу Онаць (*15 квітня 1961, Копайгород Барського району Вінницької області) — українська метеорологиня, телеведуча та блогерка.

## Життєпис
Народилася в сім'ї вчительки Дяченко Віри Макарівни та геолога Онаця Василя Івановича.
Батько (29 серпня 1934, Славсько  — 11 січня 2017) — інженер-геофізик, громадський діяч, народився в родині селян Магдалини та Івана Онаців (столяр та сільський музика). Мав звання генерал-осавула українського козацтва та лицаря-командора Ордену Архістратига Михаїла.
Навчалася в середній школі № 117 ім. Лесі Українки в Києві (1968—1978), на географічному факультеті Київського державного університету, кафедра метеорології (1978—1983). Здобула фах інженерки-метеорологині.
Одружена з Діденко Сергієм Миколаєвичем, 1967 р. народження.

## Кар'єра

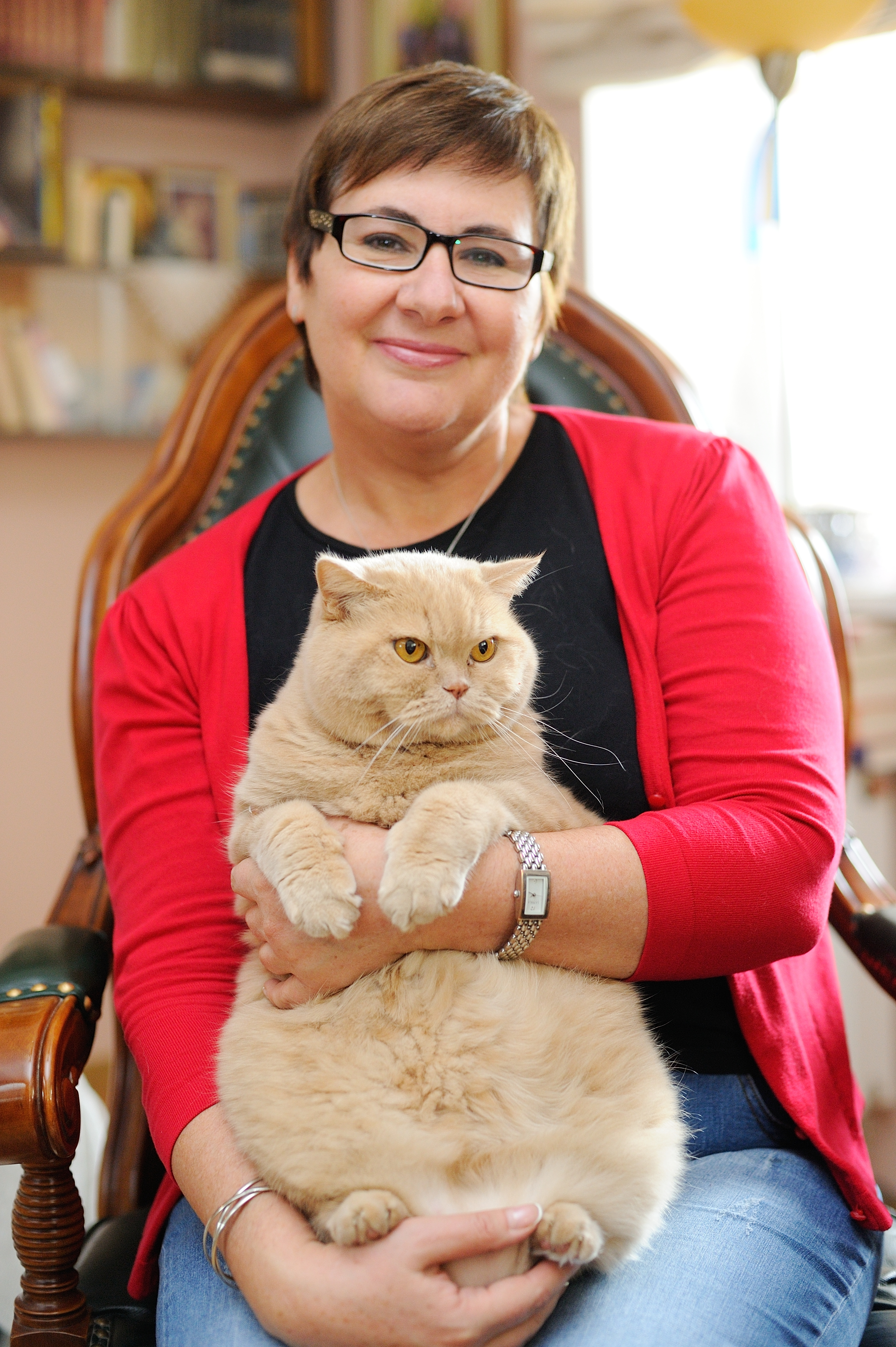
Наталка Діденко з котом Апельмоном

Працювала синоптикинею в Українському Гідрометцентрі, відділі метеорологічних прогнозів (1983—2000), редакторкою програми «Нова погода» на Новому каналі (2000—2008), редакторкою та ведучою програми «Погода» на Першому національному телеканалі (2005—2012), редакторкою на телеканалі Інтер у програмі «Ранок з Інтером» (2006—2007), редакторкою, головною синоптикинею у ТОВ Телерадіокомпанія «Погода ТБ» (2012—2013), на Громадському телебаченні, Громадському радіо (2013—2016).
З 2000 року була єдиним телевізійним синоптиком в Україні.
Співпрацювала з компанією Крафт Якобс Сушард, метеорологічні консультації (2000—2003), з журналом National Geographic Україна (2014).
Станом на жовтень 2019 — головна синоптикиня порталу http://opogode.ua [Архівовано 30 жовтня 2019 у Wayback Machine.] (з 2013), ведуча та редакторка програми «Погода» на каналі «Еспресо» (з 2016), ведуча власної авторської програми «Погода з Наталкою Діденко» на радіо «Країна ФМ» (з 2017)
Щоденні прогнози погоди на телеканалі Еспресо часто вела зі своїм рудим котом Апельмоном. Легендарний медійний кіт помер в 2023 році, того ж року вдома у Наталки Діденко з'явилися двоє кошенят, Тетянка і Тарасик.

### Блогерство
Авторка блогів у журналі «Країна», на порталі opinionua.com.
Щоденні прогнози погоди від Наталки Діденко передруковуються багатьма виданнями та порталами. Вона також публікує дописи в блогах на суспільно значущі й життєві теми. Її сторінка у Фейсбуці станом на жовтень 2019 має близько 50 тис. підписників.